# Amalia Lindegren
Amalia Lindegren (Stockholm, 1814. május 22. – Stockholm, 1891. december 27.) svéd életkép- és portréfestő, a Svéd Királyi Művészeti Akadémia tagja.

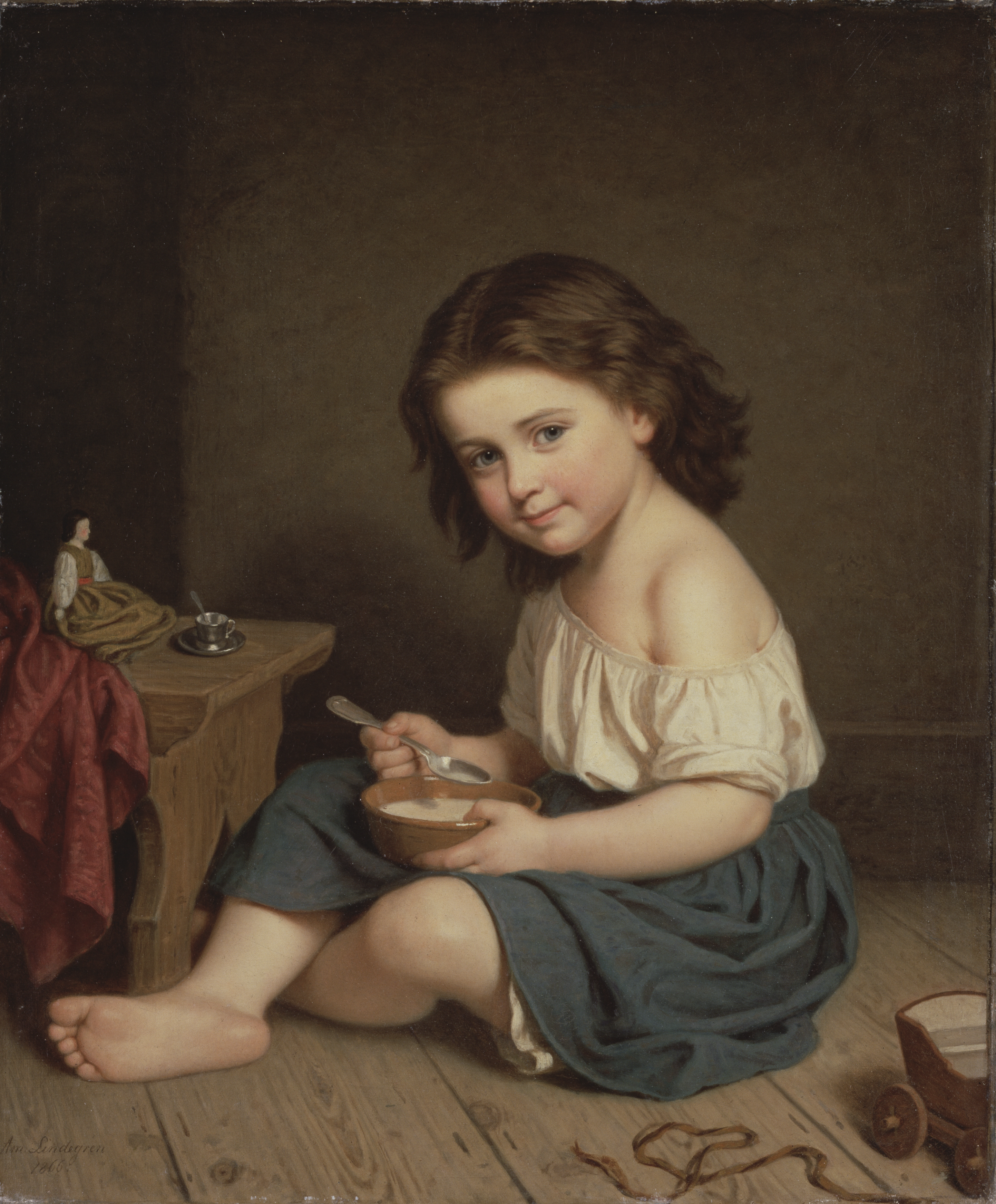
Reggeliző kislány

## Életpályája
Hároméves volt, amikor meghalt édesanyja, de feltételezett apjának özvegye örökbe fogadta. Amalia egyedül kezdett portrékat rajzolni, ceruzával, fekete krétával. 1839-től kezdődően olajjal festett és Sophie Adlersparre tanítványa lett. Carl Gustaf Qvarnström szobrász és festőművész felismerte tehetségét, és közbenjárására felvették Amaliát a Szépművészeti Akadémiára 1846-ban. 
Tanulmányainak befejezése után két évre szóló ösztöndíjat kapott, és 1850-ben Párizsba utazott, ahol Léon Cognier-nél és Jean-Baptist-Ange Tissier-nél tanult. A Párizsban festett Dryckesscen (Mulatozók) festményét elküldte Stockholmba a Képzőművészeti Akadémiára, s amelyről litográfia is készült. Négy éves párizsi tartózkodás után 1854 januárjától Münchenben az Alte Pinakothekben festett, ősszel pedig Rómába utazott. 1855-ben a párizsi világkiállításon állította ki festményét. Düsseldorfban Bengt Nordenberg asszisztense lett, és néhány festményét kiállításra vitte. 1856-ban visszatért hazájába, és a Svéd Királyi Művészeti Akadémia felvette tagjai közé. Dalarna tartományban találta meg azokat a témákat, amelyek legközelebb álltak hozzá. Festészetére hatottak Adolph Tidemand, Hans Gude és Per Nordenberg képei, de a modern német stílusirányzat is befolyást gyakorolt a festőművészre. Képeit kiállították 1867-ben Párizsban, 1876-ban Philadelphiában, és 1893-ban Chicagóban.

## Galéria

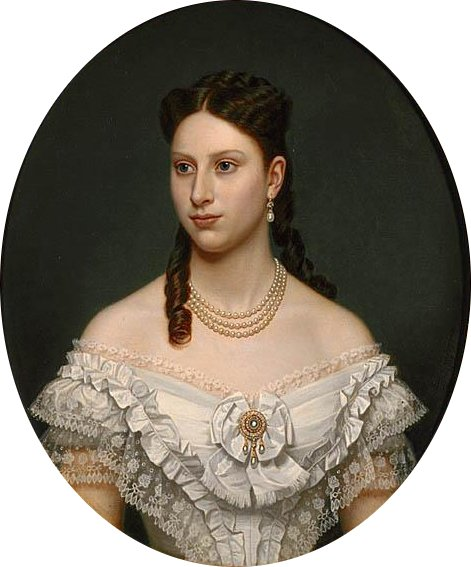
Bernadotte Lujza dán királyné
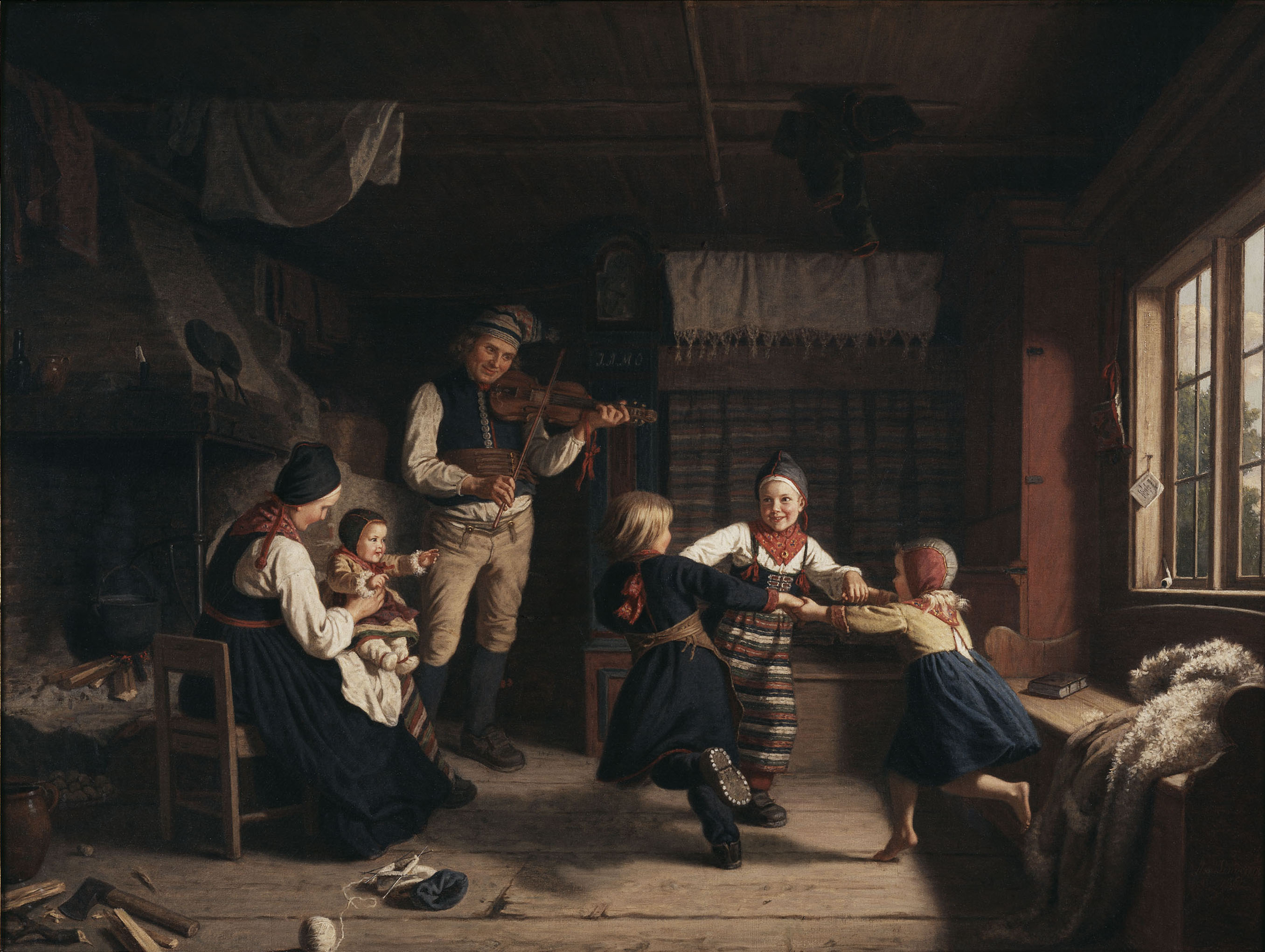
Vasárnap este a falusi házban
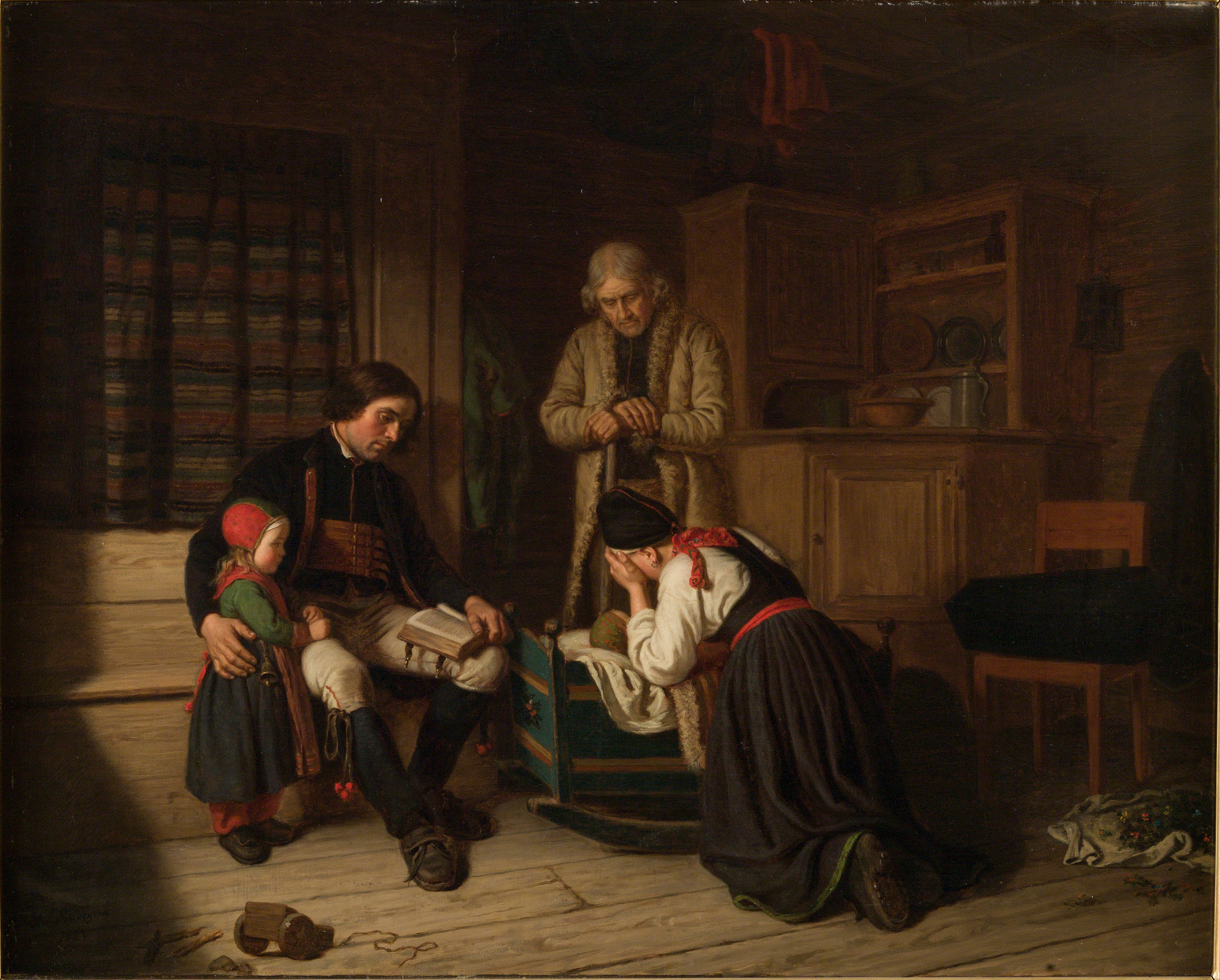
A kisgyermek utolsó ágya
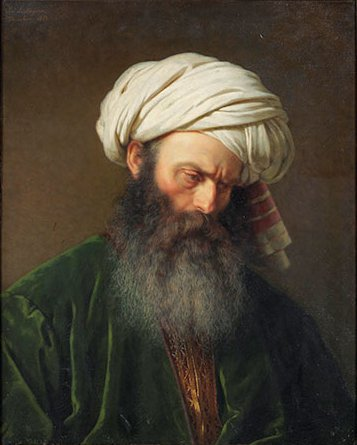
Török ruhás férfi (tanulmány)